# Institut national de recherche biomédicale
L'Institut national de recherche biomédicale (INRB) est un institut de recherche biomédicale de la RD Congo, situé à Kinshasa, créé sur le modèle des Instituts Pasteur. Le ministère responsable est le ministère de la Recherche scientifique et de la Technologie.

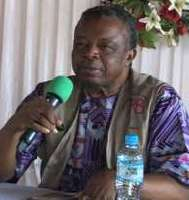
Directeur de l'INRB, le professeur Jean-Jacques Muyembe-Tamfum lors d'une conférence de presse sur l'épidémie d'Ebola (2018).

## Histoire
Les locaux construits grâce à la coopération franco-congolaise ont été inaugurés le 8 décembre 1984 en présence du président français François Mitterrand et du Premier ministre Kengo wa Dondo. L'Institut National de Recherche Biomédicale (INRB) a été fondé en 1984, c'est un établissement de 70 000 m². Il s'agit d'un centre collaborateur de l'OMS depuis 2018, dirigé par le professeur Jean-Jacques Muyembe Tamfum, MD, Ph., Qui sert de laboratoire national de recherche biomédicale au ministère de la Santé. Il s'agit d'un institut multidisciplinaire qui a collectivement des centaines d'années d'expérience à la fois dans l'identification, le traitement et la prévention des maladies en RDC. Ses fondements sont la réalisation d'analyses médicales et biologiques, la recherche appliquée et translationnelle, la surveillance des maladies transmissibles et la promotion de la croissance et du développement professionnels. L'INRB a continuellement développé et formé des chercheurs de qualité et produit des résultats exceptionnels, plus récemment des efforts concrets en matière de contrôle, de prévention et de recherche dans le contexte de l'épidémie actuelle d'Ebola.
L'installation, sous la tutelle du ministère de la Santé de la République démocratique du Congo, est dirigée par le professeur Jean-Jacques Muyembe-Tamfum, un virologue décrit par la revue de sciences médicales Lancet comme "le chasseur d'ébène expérimenté d'Afrique".  
Il a continuellement apporté son expertise au gouvernement de la RDC dans le domaine de la surveillance, de la prévention et de l'intervention des maladies. En 30 ans d'existence, l'INRB est rapidement devenu mondialement reconnu et a joué un rôle essentiel dans la recherche en santé tropicale. 
L'établissement est un institut de recherche structuré de type moderne composé de six laboratoires dédiés à la virologie, la parasitologie, la bactériologie, l'entomologie médicale, la biologie clinique et la pathologie, comprenant un centre de recherche sur les animaux et un centre de données. Chaque laboratoire est composé d'un directeur et d'un personnel dévoués, comprenant à la fois des étudiants et des collaborateurs internationaux. Chaque laboratoire dispose des équipements de base et de l'espace nécessaires à une recherche optimale. Il est accessible aux professeurs, étudiants, post-doctorants et personnels de la périphérie de l'INRB. En raison de la structure de l'INRB si le partage et l'accès aux équipements de laboratoire individuels sont nécessaires, l'accès est accordé à la demande et à l'approbation des directeurs de ces laboratoires. L'espace commun INRB comprend certains équipements majeurs. Tous les collaborateurs et chercheurs ont sur demande, plusieurs -80 congélateurs, réservoirs d'azote liquide, centrifugeuses, bains-marie, homogénéisateurs de tissus, vortex, incubateurs, agitateurs; et tous les laboratoires ont accès à des équipements de chaîne du froid tels que des expéditeurs secs et des congélateurs portables .
L'INRB a été fondée en 1984  et est un centre collaborateur de l'Organisation mondiale de la santé depuis 2018  L'INRB et l'Organisation mondiale de la santé ont travaillé en étroite collaboration dans la recherche sur l'efficacité de la stratégie de vaccination dans l'épidémie d'Ebola au Kivu en 2018,.

## Fonctionnement et travail accompli
Le 10 mars 2020, Kinshasa a signalé le premier cas de pandémie coronaire certifié pandémique INRB du pays. À la suite de la propagation de la maladie dans cette métropole la plus peuplée d'Afrique (environ 12 millions d'habitants), il a été décidé fin mars d'isoler Kinshasa du reste de la République démocratique du Congo (90 millions d'habitants, 2020) pendant au moins trois semaines. Le chef de l'INRB coordonne les contre-mesures du Covid-19 du pays. 
Le laboratoire de l'INRB a également étudié, par exemple, l'efficacité du médicament à base d'ebol REGN-EB3, publié en 2019.   Au cours de l'épidémie de douleur à virus Ebola, deux des quatre thérapies testées dans les essais cliniques (REGN-EB3, mAb114) se sont révélées significativement supérieures aux deux autres thérapies (ZMapp, remdesivir ).   
L'Institut national de recherche biomédicale (INRB) compte huit départements dynamiques qui participent aux différentes missions de l'Institut, à savoir le suivi, la recherche et la formation. Les départements travaillent en collaboration sur plusieurs thèmes de recherche. Chaque département dispose d'un personnel qualifié et d'une infrastructure de pointe. 
Ci-dessous la liste des départements de l'institut : 
- Laboratoire de pathologie,
- Laboratoire de biologie clinique,
- Laboratoire de virologie,
- Laboratoire de parasitologie,
- Laboratoire de microbiologie clinique,
- L'unité d'immunologie,
- Le centre de données et
- L'administration[3].

L'INRB est basé à l'avenue de la Démocratie (anciennement l'avenue des Huileries), BP 1197 à Gombe, Kinshasa,. 